# Alder (Familie)
Die Alder sind ein ursprünglich aus Urnäsch im Schweizer Kanton Appenzell Ausserrhoden stammendes Geschlecht. Im 16. und frühen 17. Jahrhundert wurden sie Bürger von Herisau. Im Jahr 1648 erhielten sie das Bürgerrecht in der neu gegründeten Gemeinde Schwellbrunn. Ab dem 19. Jahrhundert waren die Alder teilweise wieder Bürger von Herisau.

## Geschichte
Die Alder arbeiteten als Rechen- und Gabelmacher sowie Textilkaufleute und -fabrikanten. Die bis ins 17. Jahrhundert zurückreichende Tradition der Werkzeug-Fabrikation bestand ununterbrochen bis ins frühe 20. Jahrhundert. Oft war sie verbunden mit dem Handel der hergestellten Waren. Dies gab der Familie den Zunamen Becker für Holzgeräte-Hersteller.
Nach 1750 vermochten Johannes Alder in Schwellbrunn und Johann Jakob Alder, Seiden-Alder genannt, in Herisau den Aufschwung der Ausserrhoder Textilindustrie zu nutzen. Sie stiegen zu bedeutenden Fabrikanten und Kaufleuten auf. Johann Jakob Alders Nachkommen blieben im Textilgewerbe erfolgreich und versahen häufig politische Ämter. Johann Jakob Alders Enkel Johannes Alder und dessen Sohn Robert Alder waren Teilhaber des im Jahr 1836 gegründeten Herisauer Handelshauses Alder und Meyer. Ein weiterer Enkel von Johann Jakob Alder mit dem Namen Johann Jakob Alder führte gemeinsam mit seinen Söhnen ein Handelsgeschäft. Letztere gründeten 1873 die bedeutende Stickereifabrikations- und Exportfirma Gebrüder Alder in Herisau. Diese wurde durch die nächste Generation bis 1928 weitergeführt.